# Colegio de la Preciosa Sangre

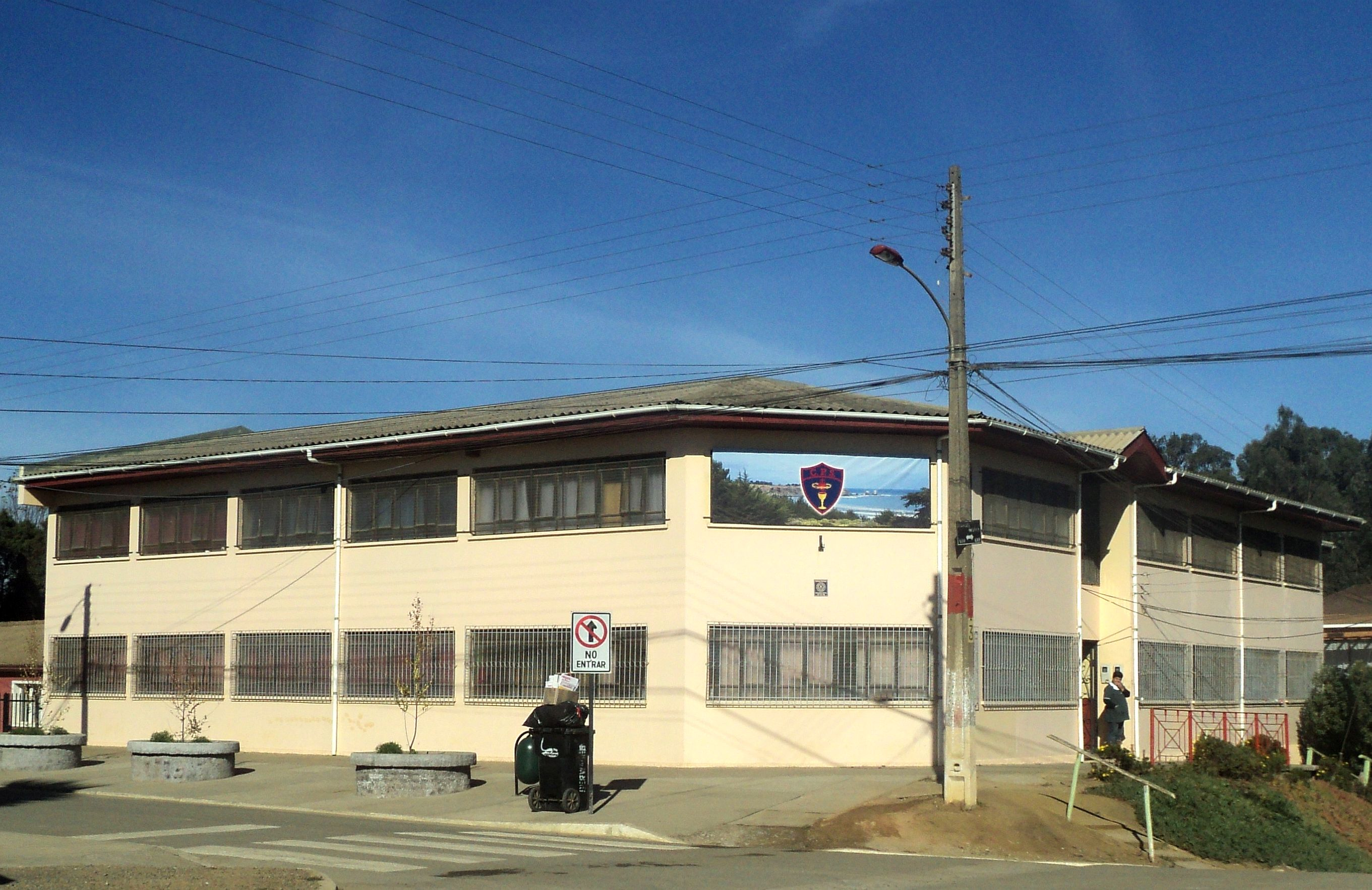
Colegio de la Preciosa Sangre em 2012

Colegio de la Preciosa Sangre de Pichilemu é uma escola primária e secundária em Pichilemu, Chile.
Preciosa Sangre foi fundado em abril de 1948 pela Congregação do Preciosíssimo Sangue de Nosso Senhor Jesus Cristo, e em 2012 tinha 557 alunos. Preciosa Sangre é a escola que tem melhor desempenho no Teste de Seleção Universitária (PSU), na província de Cardenal Caro.